# درگئی
درگئی (به انگلیسی: Dargai) یک شهر در پاکستان است که در تحصیل چارسده واقع شده‌است.